# Никола Стоянов
Вижте пояснителната страница за други личности с името Никола Стоянов.
Никола Стоянов Митов е български икономист и финансист. Никола Стоянов получава образованието си в София и Тулуза като първоначално се занимава с математика и астрономия, след което започва да работи в областта на финансите. През по-голямата част от периода между двете световни войни той оглавява Дирекцията на държавните дългове и ръководи сложните преговори по външния дълг на България, като публикува и теоретични статии в тази област. От 1929 до 1944 година е главен редактор на най-авторитетното икономическо издание в България „Списание на Българското икономическо дружество“.
Никола Стоянов участва в различни организации на македонската емиграция в България. Той е член-учредител на Македонския научен институт, а от 1938 до 1945 година е негов председател.

## Биография

### Ранни години
Никола Стоянов е роден на 15 февруари (3 февруари стар стил) 1874 година в Дойран, днес в границите на Северна Македония. Баща му Стоян Митов е виден гражданин, за известно време кмет на града. Тъй като Дойран остава извън границите на освободена България, през 1880 година семейството му се премества в София.
През 1892 година Никола Стоянов завършва Първа софийска мъжка гимназия. Той има желание да изучава инженерство в чужбина, но получава държавна стипендия за Висшето училище (днес Софийски университет „Свети Климент Охридски“), където постъпва във Физико-математическия отдел. През 1895 година се дипломира и започва работа като учител, първоначално в гимназията във Видин, а след това в Първа софийска мъжка гимназия.

### Научна кариера
Като студент и по-късно по време на неговото учителство Стоянов се интересува от астрономия и през 1898 година става един от основателите на Българското физико-математическо дружество.
През 1899 година, с личните си спестявания и изтеглен заем от 1500 лева от Българската народна банка, заминава да учи в университета в Тулуза. През 1903 година се дипломира със степен лисансие по математически науки и става асистент по математика във Висшето училище в София. Година по-късно заминава на специализация по математическа физика в Гьотингенския университет, която продължава до 1906 година. През 1906 – 1907 отново е гимназиален учител, след което е назначен за извънреден професор по астрономия в Софийския университет по време на Университетската криза през 1907 – 1908 (когато след протестите на студентите по време на откриването на Народния театър от княз Фердинанд I правителството на Димитър Петков затваря висшето училище за шест месеца, уволнява професорите и ограничава академичната автономия). През същия период прави специализация и в астрономическа обсерватория в Марсилия.
През 1908, по неизяснени причини, Никола Стоянов прекратява научната си кариера в областта на астрономията и започва работа в Българската народна банка. Въпреки това той продължава да се интересува от астрономия и през следващите десетилетия публикува научни, както и научнопопулярни статии: „Комети или опашати звезди“, „Разпространението на една плоска светлинна вълна“, „Върху поправката на кометните орбити“. Той е автор на първия съвременен астрономичен труд, написан от българин и отпечатан в чужбина (Тулуза, Франция). През 1920 и 1926 е избиран за редовен доцент по астрономия в Софийския университет, но не заема тази длъжност, поради заетостта си в Министерството на финансите.
През целия си живот Никола Стоянов развива и активна дейност за каузата на македонските българи. Участва в дейността на Дойранското землячество в София. Представител е на Дойранското братство от второто заседание по време на Учредителния събор на Съюза на македонските емигрантски организации, проведен в София от 22 до 25 ноември 1918 година, и е избран за секретар на Изпълнителния комитет на Съюза.

### В банковия сектор
През 1908 година Никола Стоянов оглавява новосъздадения отдел за Финансови изучавания на Българската народна банка. През следващите месеци той усилено чете различни публикации в областта на икономиката, финансите и статистиката, сред които и трудовете на авторитетните и водещите тогава икономисти Вилфредо Парето и Клеман Жюглар. Интересите на Стоянов са в области като цикличността на външнотърговския баланс на България, лихвите по външните заеми и загубите на Български държавни железници. През 1910 година публикува първата си статия в „Списание на Българското икономическо дружество“, посветена на външния дълг.
През 1911 година Стоянов е на командировка в Германия, за да се запознае с използването на земеделски застраховки там. След завръщането си изготвя доклад, използван при изготвянето на Закон за застраховка на земеделските произведения от градушка и на едрия рогат добитък от смърт и злополуки. Той преминава на работа в създадената малко по-рано Българска централна кооперативна банка, където е администратор в застрахователния отдел и член на нейния пръв Управителен съвет. През следващите години става издава многобройни публикации в областта на застраховането. Никола Стоянов придобива значителен професионален авторитет и през 1919 година е обсъждана възможността да стане директор на Българската централна кооперативна банка, той не заема поста, но малко по-късно оглавява Дирекцията на държавните дългове в Министерството на финансите.

### Директор на Дирекцията на държавните дългове

#### Преговори по репарационните задължения
На Учредителния събор на македонските бежански братства, провел се от 22 до 25 ноември 1918 година в София, е избран за член-съветник в Изпълнителния комитет на Съюза на македонските емигрантски организации. Комитетът изпраща през февруари 1919 година до Парижката мирна конференция „Мемоар“, в който се иска присъединяване на Македония към България или, ако това е невъзможно – Самостоятелна Македония под покровителството на Великите сили.
През април 1919 година Никола Стоянов е назначен за директор на Дирекцията на държавните дългове и остава на този пост в продължение на 20 години (с кратко прекъсване между май 1934 и април 1935 година). Седмици след назначаването си той заминава за Париж в състава на българската делегация при сключването на Ньойския договор.
След подписването на мирния договор Стоянов е назначен и за помощник-комисар по репарациите. Макар официално комисар да е вътрешният министър Райко Даскалов, в качеството си на финансов експерт Никола Стоянов е водещата фигура в преговорите. Той бързо предизвиква неодобрението на Междусъюзническата контролна комисия (МСК), като френският представител в нея го определя като национален „екстремист“, проявяващ „изразена ксенофобия, понякога даже със зла умисъл“.
През януари 1923 година, под натиска на МСК, Райко Даскалов е отстранен от поста комисар по репарациите и временно изпълняващ длъжността става Никола Стоянов, но френските представители продължават да настояват за смяна на преговарящите лица. По същото време излиза от печат статията „Финансовото положение на България и българският репарационен дълг“, в която Стоянов дава силно песимистична оценка на платежоспособността на страната. Тя влиза в разрез с позициите на правителството на Александър Стамболийски, което по това време подготвя компромисно споразумение по репарациите. Никола Стоянов не е назначен за титулярен комисар, но му е поверено ръководството на българските експерти в преговорите с МСК, довели до уреждането на план-график на репарациите с протокола от 21 март 1923 г. След Деветоюнския преврат постът комисар по репарациите е зает от новия външен министър Христо Калфов, а Стоянов остава негов заместник.
През октомври 1924 година Стоянов отново влиза в конфликт с МСК при сходни обстоятелства – негови публикации аргументират невъзможността за изплащане на репарациите. На 18 януари 1926 година, след съставянето на правителството на Андрей Ляпчев, Никола Стоянов окончателно е отстранен от преговорите по репарационния дълг.

#### Преговори по облигационните заеми
За разлика от агресивното и емоционално поведение във връзка с репарациите, които през целия си живот смята за несправедливи и неприемливи, Никола Стоянов ръководи напълно професионално сложните преговори по предвоенните заеми на България и сключените през 20-те години Бежански и Стабилизационен заем. Той води оживена кореспонденция и се среща често с много представители на европейските финансови кръгове, като придобива значителна репутация сред тях.
През по-голямата част от времето между 1919 и 1939 година, когато Стоянов оглавява Дирекцията на държавните дългове, България не успява да изплаща задълженията си и води непрекъснати преговори за разсрочване и редуциране на дълга със своите кредитори. Основната част от предвоенните задължения са към френски инвеститори, свързани с банката Париба. Отношенията с германската банка Дисконто-Гезелшафт са допълнително усложнени от мирните договори, наложени на България и Германия след Първата световна война. След сключването на Бежанския заем през 1926 година в преговорите са въвлечени нови контрагенти – британската банка Шрьодерс и Финансовия комитет на Обществото на народите. След известна стабилизация в средата на 20-те години, през 1932 година страната е принудена да обяви мораториум върху плащанията по външния дълг, което поставя началото на нови мъчителни преговори за уреждане на отношенията с кредиторите.
След Деветнадесетомайския преврат през 1934 година Никола Стоянов е отстранен за кратко от поста си в Дирекцията на държавните дългове и от преговорите по външния дълг. Този епизод завършва няколко месеца по-късно. Новото правителство възлага ръководството на преговорите на финансовия министър Петър Тодоров. През декември 1934 година той заминава за Лондон за разговори с кредиторите, които определят поведението му като объркано и некомпетентно. След като Тодоров прави неоправдано големи отстъпки, при следващия кръг на преговорите в началото на 1935 година Никола Стоянов отново е включен в делегацията и се връща на своята предишна длъжност.

#### Други държавни и обществени длъжности
Докато е директор на държавните дългове, Стоянов заема за различни периоди и други държавни длъжности – представител на държавата в управлението на Софийската фондова борса, член на комисията за регулиране на застраховането и на ръководствата на Български публични влагалища, Погасителна каса и Държавната лотария, на комитета за изграждане на Рилския водопровод. Между 1935 и 1936 година е главен секретар в Министерството на финансите.
През този период Никола Стоянов е сред активните дейци на Българското икономическо дружество и Статистическия институт за стопански проучвания, като изследванията му са главно в областта на външния дълг. Между 1929 и 1944 година е главен редактор на „Списание на Българското икономическо дружество“.
През 1925 година Стоянов оглавява Управителния съвет на новосъздадената Македонска кооперативна банка. В 1923 година той е сред съоснователите на Македонския научен институт, а на 23 януари 1938 година, след смъртта на академик Любомир Милетич, поема председателския пост на института. След убийството на Александър Протогеров в 1928 година Никола Стоянов подкрепя михайловисткото крило във Вътрешната македонска революционна организация. Андрей Ляпчев, един от най-известните македонци в София, определя Никола Стоянов за изпълнител на своето завещание. Скоро след избухването на Втората световна война Стоянов като председател на МНИ подписва Декларацията на емигрантските македонски организации, с която се променя целта на емигрантската част от македонското освободително движение от автономия за Македония и Одринско и Независима Македония към присъединяване на Македония към България. През 1941 година е председател на Дойранското благотворително братство.
Стоянов участва и в различни други обществени организации. Той е член на ръководството на Съюза „Юнак“, на Съюза на периодичния печат, Ротари клуб и други. Дълго време е председател на софийския клон на Алианс Франсез, за което през 1935 година става офицер на Почетния легион, а през 1948 година получава следващата степен на ордена.

### Последни години
Никола Стоянов се пенсионира на 1 юни 1939 година, на шестдесет и петгодишна възраст. На 17 януари 1945 година, след Деветосептемврийския преврат, със заповед на Министерството на вътрешните работи той е отстранен от ръководството на Македонския научен институт. На 18 февруари е арестуван и затворен в Дома на слепите, използван от комунистическите власти като разпределителен пункт за политически затворници, и остава там поне до края на ноември същата година.
По време на продължителната си кариера в държавната администрация Никола Стоянов се опитва да демонстрира политическа неутралност, въпреки че по някои негови действия може да се съди за симпатии към Българския земеделски народен съюз. След като е освободен от затвора в края на 1945 година, той публично демонстрира подкрепата си за опозиционния Земеделски съюз, макар че критикува лидера му Никола Петков за негови проюгославски изявления.
В месеците преди окончателното налагане на тоталитарния режим в България Никола Стоянов сътрудничи на списанието, издавано от новосъздадения Институт за стопанска рационализация. В началото на 1947 година изготвя подробно сравнение на условията на Ньойския договор от 1919 година и подготвяния по това време Парижки договор, критикувайки остро „наказателния и несправедлив репарационен дълг“. Анализът му е публикуван в Списанието на Българското икономическо дружество. Той публикува и статия по въпроса във водещия опозиционен вестник „Народно земеделско знаме“, в която критикува действията на правителството при преговорите и дори призовава за преразглеждане на договора.
Никола Стоянов умира през 1967 година в София.

## Трудове
- „Финансовото положение на България и българският репарационен дълг“. София, 1923.
- „Репарации и междусъюзни дългове“. София, 1933.